# 1976 en sociologie
| Années de la sociologie : 1973 - 1974 - 1975 - 1976 - 1977 - 1978 - 1979    |
| Décennies de la sociologie : 1940 - 1950 - 1960 - 1970 - 1980 - 1990 - 2000 |

Cet article présente les événements de l'année 1976 dans le domaine de la sociologie.

## Publications
- Communication présentée au quatrième congrès international de sociologie rurale, Torun, 9 – 13 août 1976 : les expériences de transfert organisé de population étude de cas : la vallée du Kou en Haute Volta[1].

### Livres
- Raymond Aron, Penser la guerre, Clausewitz.
- Michel Maffesoli, Logique de la domination, Coll Sociologie d'aujourd'hui PUF.
- Sociologie - Recherches en cours 1976, publié par CNRS éditions[2].
- Jean-Marie Brohm, Sociologie politique du sport, Nancy, P.U.N., première édition (réédition 1992), 398 p[3].
- Aaron Cicourel, Cognitive Sociology. Language und Meaning in Social Interaction, Penguin Education, Baltimore, 1976 (Sociologie cognitive, P.U.F., 1979)
- Michael Löwy, Pour une sociologie des intellectuels révolutionnaires. L'évolution politique de Lukacs, 1909-1929., Paris : Les Presses universitaires de France, 1976, 319 pp. 1re édition. Collection: “Sociologie d'aujourd'hui”.
- André-Clément Decouflé, Sociologie de la prévision., PUF. Paris - 1976.

## Décès
- 30 août : Paul Lazarsfeld[4]